# Prédio da Alfândega (São Luís)
O Prédio da Antiga Alfândega de São Luís é uma edificação histórica localizada no Centro Histórico de São Luís, capital do estado do Maranhão, Brasil. Construído em 1873, o edifício serviu como sede da alfândega da cidade durante o período imperial e, atualmente, abriga a Casa do Maranhão, um museu dedicado à cultura popular maranhense.[carece de fontes?]

## História
A construção do prédio foi concluída em 1873, durante o reinado de Dom Pedro II, com o objetivo de centralizar as atividades aduaneiras da cidade, que, na época, era um importante porto comercial do norte do Brasil. O edifício está situado na Travessa do Comércio, uma área estratégica próxima ao porto e ao centro comercial da cidade.
Com o declínio das atividades portuárias e a modernização dos serviços aduaneiros, o prédio perdeu sua função original e passou por um período de abandono. Em 2002, após um processo de restauração, o edifício foi reaberto como a Casa do Maranhão, museu que apresenta exposições sobre as manifestações culturais do estado, como o Bumba meu boi, o tambor de crioula e o tambor de mina.[carece de fontes?]

## Arquitetura
O prédio é um exemplar da arquitetura neoclássica do século XIX, caracterizado por suas linhas retas, simetria e elementos decorativos sóbrios. A fachada principal possui janelas em arco pleno e pilastras que conferem imponência à edificação. O uso de materiais como pedra e cal, além dos azulejos portugueses que revestem parte das paredes, é típico das construções da época em São Luís.

## Importância cultural
O edifício é parte integrante do Centro Histórico de São Luís, que foi declarado Patrimônio Mundial pela UNESCO em 1997, devido à sua excepcional preservação do traçado urbano e da arquitetura colonial portuguesa.[carece de fontes?] A preservação do prédio da antiga Alfândega contribui para a manutenção da memória histórica e cultural da cidade, além de servir como espaço de difusão das tradições maranhenses.